# 全英オープン (ゴルフ)
全英オープン選手権（ぜんえいオープンせんしゅけん、英語: The Open Championship / British Open ）は、ゴルフのメジャー選手権の1つであり、イギリスのゴルフ競技団体The R&A主催で、毎年7月中旬に開催されるゴルフ選手権である。
メジャーの中で最も歴史、権威のあるトーナメントで、英語での正式名称は " The Open Championship "（ジ・オープンチャンピオンシップ（直訳では " オープン選手権 "））であり、全英やゴルフという表現は含まれない。
イギリスの社交界では、競馬「ロイヤルアスコット開催」、テニス「ウィンブルドン選手権」、レガッタ「ヘンリー・ロイヤル・レガッタ」と並び、夏の最高峰のスポーツ祭典として知られている。

## 概要
正式名称"The Open Championship"には、他の選手権と区別するための表現が何も含まれていない。これはつまり、第1回開催時において、他の選手権が存在しなかったことを示すものであり、この選手権の歴史を如実に示している。
第1回は1860年10月17日にプレストウィックで開かれ、ウィリー・パークが優勝した。
それ以後は、1871年、1915-1919年、1940-1945年の戦争などによる中止をはさみながら、毎年開催する地区を変えて実施している。優勝者には「クラレット・ジャグ」と呼ばれる優勝トロフィーが贈られる。トロフィーは、優勝決定時間を見計らって専門の製作者により優勝者の氏名 (英語) が一つ一つ手作業で刻印され、それが終了次第直ちに表彰式会場に搬送され、優勝者に手渡され、1年間優勝者により保管される。当初はチャンピオンベルトが贈呈されていたが、トム・モリス・ジュニアの3連覇に伴い永久保持となったため、クラレット・ジャグに変わった。ただし、記念大会ではレプリカベルトが贈呈される場合がある。また、表彰式では優勝者の紹介はChampion Golfer of the Year (その年のゴルフチャンピオン)と呼ばれている。

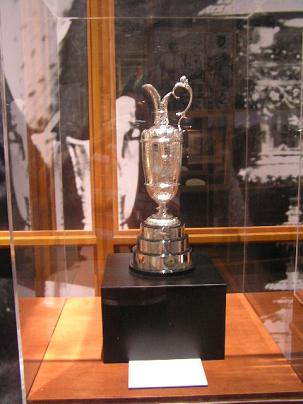
クラレット・ジャグ

開催ゴルフ場はシーサイドリンクス (海岸に立地する場) に限るという不文律がある。近年では、セント・アンドルーズ、ロイヤル・リザム&セント・アンズ、ロイヤルトルーン、ロイヤル・セント・ジョージズ、ロイヤル・バークデール、ミュアフィールド、ターンベリー、カーヌスティー・ゴルフリンクス、ロイヤル・リヴァプールの9コースの持ち回りで開催されていた。ただし、ターンベリーは2009年の開催を最後に除外されている。また、R&Aは最近のメジャーにおける北アイルランド勢の活躍 (2010年全米オープンのグレアム・マクダウェル、2011年全米オープンのローリー・マキロイ、同年全英オープンのダレン・クラークらの優勝) を考慮し、1951年の開催地である北アイルランドのロイヤル・ポートラッシュを今後の開催地として検討する旨を発表し、2019年に同地で68年ぶりに開催された。また、同時に全米プロ選手権が5月に開催時期が移動するため、同年からメジャー最終戦となる。
1990年以降、5年に1回は「ゴルフの聖地」と言われるセント・アンドルーズ (R&A本部がある) で開催することが慣例となっている。ただし、2005年に限っては、本来翌2006年にセント・アンドルーズで開催される予定であったが、ジャック・ニクラスがこの大会を自らのメジャー完全引退試合と定めたことから、1年前倒ししてセント・アンドルーズで開催された。また本来は2020年の開催も予定されたが、新型コロナウィルスの影響によりその年は開催中止となり、2年後の2022年、第150回記念大会でセントアンドルーズでの開催を行った。
最大の特徴は、ゴルフの歴史的な原点に立ち返った、人の手を加えない「あるがままの自然の状態」を残したリンクスコースにある。フェアウェイと呼ぶのがはばかれるほどのアンジュレーションに富んだフェアウェイ、壁面を干しレンガで垂直に切り立たせた深いバンカー、フェスキューを腰の高さまで伸ばした「あるがまま」のラフなど。こういったコース特性は、全ての開催ゴルフコースで維持されている。普段のツアーで使われる、アメリカ的な、人の手を加えて作り上げられたゴルフコースとは、全く異なる。そのほかの特徴としては、気まぐれな気候条件が挙げられる。天候が良い年は「ジ・オープンらしくない」とさえ評されるほどである。スコットランド独特の、寒く、じめじめとした雨の降る天気とリンクスコース特有の海からの湿った強い風とに耐えながら優勝を争わなければならない。これにより、ゴルファーは低めの弾道の球を打つことを要求されるため、普段のツアーのように高々と打ち上げ、ピンの近くにボールを止める、というシーンは目にしにくい。
こうした特徴から、リンクスコースは経験が必要とされ、近年では2008年に当時53歳で過去当選手権の優勝者であるグレッグ・ノーマンが3日目終了時点で首位に立ち (最終的には3位タイ) 、2009年には当時59歳で過去当選手権を5度制しているトム・ワトソンが最終日の最終ホールまで首位を守る (最終的にプレーオフでスチュワート・シンクに敗れ2位) など、他のメジャーよりもいわゆるベテラン選手と呼ばれる選手たちの活躍が多い。2010年にR&Aはこうした活躍を考慮して、選手権出場の60歳定年制を変更し、歴代優勝者のうち過去5年の当選手権で上位10位までの選手に選手権出場資格を与えることを決定した。トム・ワトソンは2011年以降の当選手権にこの資格で出場し、自身の持つ最年長予選通過記録を64歳まで更新した。
近年の傾向としては、セント・アンドルーズが最もスコアがでやすい。ロイヤル・リザム&セント・アンズ、ロイヤルトルーンも優勝スコアが10アンダーをこえる。反面、ロイヤル・セントジョージズ、ロイヤル・バークデール、カーヌスティーはスコアが出にくい。1999年のカーヌスティーのポール・ローリーの6オーバーは、近年ではワーストスコアである。この年は、最終ホールまでに3打リードしていたジャン・ヴァン・デ・ヴェルデが18番ホールでトリプルボギーを叩き、プレーオフ突入の末に敗れている（カーヌスティの悲劇）。
プレーオフは、4ホールのストロークによって争われる。それでも決着が付かなければ、サドンデスである。以前は、翌日に18ホールのストローク・プレー、すなわち、もう1ラウンドを回って行われていた。

## 開催コース
現在は以下のコースの持ち回りで開催されている。
- セント・アンドルーズ・リンクス（オールドコース）
- カーヌスティー・ゴルフリンクス（チャンピオンシップコース）
- ロイヤルトルーンゴルフクラブ（オールドコース）
- ロイヤル・バークデール・ゴルフクラブ
- ロイヤル・リザム&セント・アンズ・ゴルフクラブ
- ロイヤル・リヴァプール・ゴルフクラブ
- ロイヤル・セントジョージズ・ゴルフクラブ
- ロイヤル・ポートラッシュ・ゴルフクラブ（ダンルースコース）（2019年開催からローテーションに復帰）
- ミュアフィールド

過去の開催コース
- ターンベリー（ドナルド・トランプが所有しているため、彼の発言がゴルフ界にとってふさわしくないとして開催コースから外された）
- プレストウィック

## 出場資格
アマチュアでの出場資格は開催初日時点でアマチュアであること。
- 歴代優勝者でトーナメント最終日時点で満55歳以下の者 (前年と前々年の優勝者は年齢制限なし)
- 歴代優勝者で過去5年の本大会上位10位までの者
- 当年5月第4週時点で、世界ランキング上位50位以内の者
- 前年欧州ツアー賞金ランキング上位30位までの者
- 過去3年のBMW PGA選手権優勝者
- 当年の、BMWインターナショナル・オープンまでの欧州ツアーレース・トゥ・ドバイポイントランキングで、上位20名のうち他のカテゴリーで資格を持たない上位5位までの者
- 過去5年のマスターズ・全米オープン・全米プロゴルフ選手権優勝者
- 過去3年のプレーヤーズ選手権優勝者
- 前年ザ・ツアーチャンピオンシップ出場者
- 当年のトラベラーズ選手権までのUSPGAツアーの5試合で、他のカテゴリーで出場資格を持たないフェデックスカップポイントランク上位5位タイまでの者
- ライダーカップとプレジデンツカップのうち直近の大会のメンバー
- インターナショナルフェデレーションランク上位5名
- 前年の全英シニアオープン優勝者
- 当年全英アマチュアゴルフ選手権優勝者
- 前年全米アマチュアゴルフ選手権優勝者
- 前年ヨーロッパアマチュアゴルフ選手権優勝者
- 前年アジアパシフィックアマチュアゴルフ選手権優勝者
- 前年ラテンアメリカアマチュアゴルフ選手権優勝者
- 当年アフリカアマチュアゴルフ選手権優勝者
- 前年マーク・H・マコーマック・メダル受賞者
- オープンクオリファイングシリーズ対象大会の上位入賞者で、出場資格を持たない者
- 最終予選通過者

詳しくはこちらを参照

## 記録
- 最多優勝回数: 6回 ハリー・バードン (1896年・1898年・1899年・1903年・1911年・1914年)
- 最多2位回数: 7回 ジャック・ニクラス (1964年・1967年・1968年・1972年・1976年・1977年・1979年)
- 最多連続優勝: 4回 トム・モリス・ジュニア (1868年～1872年)
- 最年少優勝者: 17歳5か月8日 トム・モリス・ジュニア (1868年)
- 最年長優勝者: 46歳99日 トム・モリス・シニア (1867年)
- 最年長予選通過者: 64歳 トム・ワトソン (2014年)
- 72ホールの最多アンダーパー及び最小スコア: 通算20アンダー、264ストローク (68-65-68-63)、ヘンリク・ステンソン (2016年)

## 歴代優勝者
| 開催年                                             | 優勝者                                           | 国籍                                             | 開催コース                                               | 開催地                                                 | 優勝スコア                                       | 優勝賞金                                         |
| -------------------------------------------------- | ------------------------------------------------ | ------------------------------------------------ | -------------------------------------------------------- | ------------------------------------------------------ | ------------------------------------------------ | ------------------------------------------------ |
| 1860年                                             | ウィリー・パーク                                 | スコットランド                                   | プレストウィックゴルフクラブ                             | スコットランド，サウスエアシャイア州，プレストウィック | 174                                              | -                                                |
| 1861年                                             | トム・モリス・シニア                             | スコットランド                                   | プレストウィックゴルフクラブ (2)                         | スコットランド，サウスエアシャイア州，プレストウィック | 163                                              | -                                                |
| 1862年                                             | トム・モリス・シニア (2)                         | スコットランド                                   | プレストウィックゴルフクラブ (3)                         | スコットランド，サウスエアシャイア州，プレストウィック | 163                                              | -                                                |
| 1863年                                             | ウィリー・パーク (2)                             | スコットランド                                   | プレストウィックゴルフクラブ (4)                         | スコットランド，サウスエアシャイア州，プレストウィック | 168                                              | -                                                |
| 1864年                                             | トム・モリス・シニア (3)                         | スコットランド                                   | プレストウィックゴルフクラブ (5)                         | スコットランド，サウスエアシャイア州，プレストウィック | 167                                              | £6                                               |
| 1865年                                             | アンドリュー・ストラス                           | スコットランド                                   | プレストウィックゴルフクラブ (6)                         | スコットランド，サウスエアシャイア州，プレストウィック | 162                                              | £8                                               |
| 1866年                                             | ウィリー・パーク (3)                             | スコットランド                                   | プレストウィックゴルフクラブ (7)                         | スコットランド，サウスエアシャイア州，プレストウィック | 169                                              | £6                                               |
| 1867年                                             | トム・モリス・シニア (4)                         | スコットランド                                   | プレストウィックゴルフクラブ (8)                         | スコットランド，サウスエアシャイア州，プレストウィック | 170                                              | £7                                               |
| 1868年                                             | トム・モリス・ジュニア                           | スコットランド                                   | プレストウィックゴルフクラブ (9)                         | スコットランド，サウスエアシャイア州，プレストウィック | 157                                              | £6                                               |
| 1869年                                             | トム・モリス・ジュニア (2)                       | スコットランド                                   | プレストウィックゴルフクラブ (10)                        | スコットランド，サウスエアシャイア州，プレストウィック | 154                                              | £6                                               |
| 1870年                                             | トム・モリス・ジュニア (3)                       | スコットランド                                   | プレストウィックゴルフクラブ (11)                        | スコットランド，サウスエアシャイア州，プレストウィック | 149                                              | £6                                               |
| 1871年                                             | 中止                                             | 中止                                             | 中止                                                     | 中止                                                   | 中止                                             | 中止                                             |
| 1872年                                             | トム・モリス・ジュニア (4)                       | スコットランド                                   | プレストウィックゴルフクラブ (12)                        | スコットランド，サウスエアシャイア州，プレストウィック | 166                                              | £8                                               |
| 1873年                                             | トム・キッド                                     | スコットランド                                   | セント・アンドルーズ・オールドコース                     | スコットランド，ファイフ州，セント・アンドルーズ       | 179                                              | £11                                              |
| 1874年                                             | マンゴ・パーク                                   | スコットランド                                   | マッセルバーフリンクス                                   | スコットランド，イースト・ロージアン州，マッセルバーフ | 159                                              | £8                                               |
| 1875年                                             | ウィリー・パーク (4)                             | スコットランド                                   | プレストウィックゴルフクラブ (13)                        | スコットランド，サウスエアシャイア州，プレストウィック | 166                                              | £8                                               |
| 1876年                                             | ロバート・マーティン                             | スコットランド                                   | セント・アンドルーズ・オールドコース (2)                 | スコットランド，ファイフ州，セント・アンドルーズ       | 176                                              | £10                                              |
| 1877年                                             | ジェミー・アンダーソン                           | スコットランド                                   | マッセルバーフリンクス (2)                               | スコットランド，イースト・ロージアン州，マッセルバーフ | 160                                              | £8                                               |
| 1878年                                             | ジェミー・アンダーソン (2)                       | スコットランド                                   | プレストウィックゴルフクラブ (14)                        | スコットランド，サウスエアシャイア州，プレストウィック | 157                                              | £8                                               |
| 1879年                                             | ジェミー・アンダーソン (3)                       | スコットランド                                   | セント・アンドルーズ・オールドコース (3)                 | スコットランド，ファイフ州，セント・アンドルーズ       | 169                                              | £10                                              |
| 1880年                                             | ロバート・ファーガソン                           | スコットランド                                   | マッセルバーフリンクス (3)                               | スコットランド，イースト・ロージアン州，マッセルバーフ | 162                                              | £8                                               |
| 1881年                                             | ロバート・ファーガソン (2)                       | スコットランド                                   | プレストウィックゴルフクラブ (15)                        | スコットランド，サウスエアシャイア州，プレストウィック | 170                                              | £8                                               |
| 1882年                                             | ロバート・ファーガソン (3)                       | スコットランド                                   | セント・アンドルーズ・オールドコース (4)                 | スコットランド，ファイフ州，セント・アンドルーズ       | 171PO                                            | £12                                              |
| 1883年                                             | ウィリー・ファニー                               | スコットランド                                   | マッセルバーフリンクス (4)                               | スコットランド，イースト・ロージアン州，マッセルバーフ | 159                                              | £8                                               |
| 1884年                                             | ジャック・シンプソン                             | スコットランド                                   | プレストウィックゴルフクラブ (16)                        | スコットランド，サウスエアシャイア州，プレストウィック | 160                                              | £8                                               |
| 1885年                                             | ボブ・マーティン (2)                             | スコットランド                                   | セント・アンドルーズ・オールドコース (5)                 | スコットランド，ファイフ州，セント・アンドルーズ       | 171                                              | £10                                              |
| 1886年                                             | デビッド・ブラウン                               | スコットランド                                   | マッセルバーフリンクス (5)                               | スコットランド，イースト・ロージアン州，マッセルバーフ | 157                                              | £8                                               |
| 1887年                                             | ウィリー・パーク・ジュニア                       | スコットランド                                   | プレストウィックゴルフクラブ (17)                        | スコットランド，サウスエアシャイア州，プレストウィック | 161                                              | £8                                               |
| 1888年                                             | ジャック・バーンズ                               | スコットランド                                   | セント・アンドルーズ・オールドコース (6)                 | スコットランド，ファイフ州，セント・アンドルーズ       | 171                                              | £8                                               |
| 1889年                                             | ウィリー・パーク・ジュニア (2)                   | スコットランド                                   | マッセルバーフリンクス (6)                               | スコットランド，イースト・ロージアン州，マッセルバーフ | 155PO                                            | £8                                               |
| 1890年                                             | ジョン・ボール                                   | イングランド                                     | プレストウィックゴルフクラブ (18)                        | スコットランド，サウスエアシャイア州，プレストウィック | 164                                              | Am – £13                                         |
| 1891年                                             | ヒュー・カーカルディ                             | スコットランド                                   | セント・アンドルーズ・オールドコース (7)                 | スコットランド，ファイフ州，セント・アンドルーズ       | 166                                              | £10                                              |
| 1892年                                             | ハロルド・H・ヒルトン                            | イングランド                                     | ミュアフィールド                                         | スコットランド，イースト・ロージアン州，ガレーン       | 305                                              | Am – £35                                         |
| 1893年                                             | ウィリアム・オークタロニー                       | スコットランド                                   | プレストウィックゴルフクラブ (19)                        | スコットランド，サウスエアシャイア州，プレストウィック | 322                                              | £30                                              |
| 1894年                                             | ジョン・H・テイラー                              | イングランド                                     | ロイヤルセントジョージスゴルフクラブ                     | イングランド，ケント州，サンドウィッチ                 | 326                                              | £30                                              |
| 1895年                                             | ジョン・H・テイラー (2)                          | イングランド                                     | セント・アンドルーズ・オールドコース (8)                 | スコットランド，ファイフ州，セント・アンドルーズ       | 322                                              | £30                                              |
| 1896年                                             | ハリー・バードン                                 | ジャージー島                                     | ミュアフィールド (2)                                     | スコットランド，イースト・ロージアン州，ガレーン       | 316PO                                            | £30                                              |
| 1897年                                             | ハロルド・H・ヒルトン (2)                        | イングランド                                     | ロイヤルリバプールゴルフクラブ (ホイレイク)              | イングランド，マージーサイド州，ホイレイク             | 314                                              | Am – £30                                         |
| 1898年                                             | ハリー・バードン (2)                             | ジャージー島                                     | プレストウィックゴルフクラブ (20)                        | スコットランド，サウスエアシャイア州，プレストウィック | 307                                              | £30                                              |
| 1899年                                             | ハリー・バードン (3)                             | ジャージー島                                     | ロイヤルセントジョージスゴルフクラブ (2)                 | イングランド，ケント州，サンドウィッチ                 | 310                                              | £30                                              |
| 1900年                                             | ジョン・H・テイラー (3)                          | イングランド                                     | セント・アンドルーズ・オールドコース (9)                 | スコットランド，ファイフ州，セント・アンドルーズ       | 309                                              | £50                                              |
| 1901年                                             | ジェームズ・ブレイド                             | スコットランド                                   | ミュアフィールド (3)                                     | スコットランド，イースト・ロージアン州，ガレーン       | 309                                              | £50                                              |
| 1902年                                             | アレキサンダー・ハード                           | スコットランド                                   | ロイヤルリバプールゴルフクラブ (ホイレイク) (2)          | イングランド，マージーサイド州，ホイレイク             | 307                                              | £50                                              |
| 1903年                                             | ハリー・バードン (4)                             | ジャージー島                                     | プレストウィックゴルフクラブ (21)                        | スコットランド，サウスエアシャイア州，プレストウィック | 300                                              | £50                                              |
| 1904年                                             | ジャック・ホワイト                               | スコットランド                                   | ロイヤルセントジョージスゴルフクラブ (3)                 | イングランド，ケント州，サンドウィッチ                 | 296                                              | £50                                              |
| 1905年                                             | ジェームズ・ブレイド (2)                         | スコットランド                                   | セント・アンドルーズ・オールドコース (10)                | スコットランド，ファイフ州，セント・アンドルーズ       | 318                                              | £50                                              |
| 1906年                                             | ジェームズ・ブレイド (3)                         | スコットランド                                   | ミュアフィールド (4)                                     | スコットランド，イースト・ロージアン州，ガレーン       | 300                                              | £50                                              |
| 1907年                                             | アーノード・マッシー                             | フランス                                         | ロイヤルリバプールゴルフクラブ (ホイレイク) (3)          | イングランド，マージーサイド州，ホイレイク             | 312                                              | £50                                              |
| 1908年                                             | ジェームズ・ブレイド (4)                         | スコットランド                                   | プレストウィックゴルフクラブ (22)                        | スコットランド，サウスエアシャイア州，プレストウィック | 291                                              | £50                                              |
| 1909年                                             | ジョン・H・テイラー (4)                          | イングランド                                     | ロイヤルシンクポーツゴルフクラブ (ディール)              | イングランド，ケント州，ディール                       | 291                                              | £50                                              |
| 1910年                                             | ジェームズ・ブレイド (5)                         | スコットランド                                   | セント・アンドルーズ・オールドコース (11)                | スコットランド，ファイフ州，セント・アンドルーズ       | 299                                              | £50                                              |
| 1911年                                             | ハリー・バードン (5)                             | ジャージー島                                     | ロイヤルセントジョージスゴルフクラブ (4)                 | イングランド，ケント州，サンドウィッチ                 | 303PO                                            | £50                                              |
| 1912年                                             | エドワード・レイ                                 | ジャージー島                                     | ミュアフィールド (5)                                     | スコットランド，イースト・ロージアン州，ガレーン       | 295                                              | £50                                              |
| 1913年                                             | ジョン・H・テイラー (5)                          | イングランド                                     | ロイヤルリバプールゴルフクラブ (ホイレイク) (4)          | イングランド，マージーサイド州，ホイレイク             | 304                                              | £50                                              |
| 1914年                                             | ハリー・バードン (6)                             | ジャージー島                                     | プレストウィックゴルフクラブ (23)                        | スコットランド，サウスエアシャイア州，プレストウィック | 306                                              | £50                                              |
| 1915年-1919年 第一次世界大戦のためトーナメント中止 |                                                  |                                                  |                                                          |                                                        |                                                  |                                                  |
| 1920年                                             | ジョージ・ダンカン                               | スコットランド                                   | ロイヤルシンクポーツゴルフクラブ (ディール) (2)          | イングランド，ケント州，ディール                       | 303                                              | £ 75                                             |
| 1921年                                             | ジョック・ハッチソン                             | アメリカ合衆国                                   | セント・アンドルーズ・オールドコース (12)                | スコットランド，ファイフ州，セント・アンドルーズ       | 296PO                                            | £75                                              |
| 1922年                                             | ウォルター・ヘーゲン                             | アメリカ合衆国                                   | ロイヤルセントジョージスゴルフクラブ (5)                 | イングランド，ケント州，サンドウィッチ                 | 300                                              | £75                                              |
| 1923年                                             | アーサー・G・ヘイバース                          | イングランド                                     | ロイヤルトゥルーンゴルフクラブ・オールドコース           | スコットランド，サウスエアシャー州，トゥルーン         | 295                                              | £75                                              |
| 1924年                                             | ウォルター・ヘーゲン (2)                         | アメリカ合衆国                                   | ロイヤルリバプールゴルフクラブ (ホイレイク) (5)          | イングランド，マージーサイド州，ホイレイク             | 301                                              | £75                                              |
| 1925年                                             | ジム・M・バーンズ                                | イングランド                                     | プレストウィックゴルフクラブ (24)                        | スコットランド，サウスエアシャイア州，プレストウィック | 300                                              | £75                                              |
| 1926年                                             | ボビー・ジョーンズ                               | アメリカ合衆国                                   | ロイヤルリザム&セントアンズゴルフクラブ                  | イングランド，ランカシャー州，リザムセントアンズ       | 291                                              | Am – £75                                         |
| 1927年                                             | ボビー・ジョーンズ (2)                           | アメリカ合衆国                                   | セント・アンドルーズ・オールドコース (13)                | スコットランド，ファイフ州，セント・アンドルーズ       | 285                                              | Am – £75                                         |
| 1928年                                             | ウォルター・ヘーゲン (3)                         | アメリカ合衆国                                   | ロイヤルセントジョージスゴルフクラブ (6)                 | イングランド，ケント州，サンドウィッチ                 | 292                                              | £75                                              |
| 1929年                                             | ウォルター・ヘーゲン (4)                         | アメリカ合衆国                                   | ミュアフィールド (6)                                     | スコットランド，イースト・ロージアン州，ガレーン       | 292                                              | £75                                              |
| 1930年                                             | ボビー・ジョーンズ (3)                           | アメリカ合衆国                                   | ロイヤルリバプールゴルフクラブ (ホイレイク) (6)          | イングランド，マージーサイド州，ホイレイク             | 291                                              | Am – £100                                        |
| 1931年                                             | トミー・D・アーマー                              | アメリカ合衆国                                   | カーヌスティゴルフリンクス・チャンピオンシップコース     | スコットランド，アンガス州，カーヌスティ               | 296                                              | £100                                             |
| 1932年                                             | ジーン・サラゼン                                 | アメリカ合衆国                                   | プリンスィズゴルフクラブ (サンドウィッチ)                | イングランド，ケント州，サンドウィッチ                 | 283                                              | £100                                             |
| 1933年                                             | デニー・シュート                                 | アメリカ合衆国                                   | セント・アンドルーズ・オールドコース (14)                | スコットランド，ファイフ州，セント・アンドルーズ       | 292PO                                            | £100                                             |
| 1934年                                             | ヘンリー・コットン                               | イングランド                                     | ロイヤルセントジョージスゴルフクラブ (7)                 | イングランド，ケント州，サンドウィッチ                 | 283                                              | £100                                             |
| 1935年                                             | アルフ・ペリー                                   | イングランド                                     | ミュアフィールド (7)                                     | スコットランド，イースト・ロージアン州，ガレーン       | 283                                              | £100                                             |
| 1936年                                             | アルフ・パジャム                                 | イングランド                                     | ロイヤルリバプールゴルフクラブ (ホイレイク) (7)          | イングランド，マージーサイド州，ホイレイク             | 287                                              | £100                                             |
| 1937年                                             | ヘンリー・コットン (2)                           | イングランド                                     | カーヌスティゴルフリンクス・チャンピオンシップコース (2) | スコットランド，アンガス州，カーヌスティ               | 290                                              | £100                                             |
| 1938年                                             | レッグ・ホイットコーム                           | イングランド                                     | ロイヤルセントジョージスゴルフクラブ (8)                 | イングランド，ケント州，サンドウィッチ                 | 295                                              | £100                                             |
| 1939年                                             | リチャード・バートン                             | イングランド                                     | セント・アンドルーズ・オールドコース (15)                | スコットランド，ファイフ州，セント・アンドルーズ       | 290                                              | £100                                             |
| 1940年-1945年 第二次世界大戦のためトーナメント中止 |                                                  |                                                  |                                                          |                                                        |                                                  |                                                  |
| 1946年                                             | サム・スニード                                   | アメリカ合衆国                                   | セント・アンドルーズ・オールドコース (16)                | スコットランド，ファイフ州，セント・アンドルーズ       | 290 (+2)                                         | £150                                             |
| 1947年                                             | フレッド・デイリー                               | 北アイルランド                                   | ロイヤルリバプールゴルフクラブ (ホイレイク) (8)          | イングランド，マージーサイド州，ホイレイク             | 293 (+5)                                         | £150                                             |
| 1948年                                             | ヘンリー・コットン (3)                           | イングランド                                     | ミュアフィールド (8)                                     | スコットランド，イースト・ロージアン州，ガレーン       | 288 (E)                                          | £150                                             |
| 1949年                                             | ボビー・ロック                                   | 南アフリカ連邦                                   | ロイヤルセントジョージスゴルフクラブ (9)                 | イングランド，ケント州，サンドウィッチ                 | 283 (−5)                                         | £300                                             |
| 1950年                                             | ボビー・ロック (2)                               | 南アフリカ連邦                                   | ロイヤルトゥルーンゴルフクラブ・オールドコース (2)       | スコットランド，サウスエアシャー州，トゥルーン         | 279 (−9)                                         | £300                                             |
| 1951年                                             | マックス・フォークナー                           | イングランド                                     | ロイヤルポートラッシュゴルフクラブ                       | 北アイルランド，アントリム県，ポートラッシュ           | 285 (−3)                                         | £300                                             |
| 1952年                                             | ボビー・ロック (3)                               | 南アフリカ連邦                                   | ロイヤルリザム&セントアンズゴルフクラブ (2)              | イングランド，ランカシャー州，リザムセントアンズ       | 287 (−1)                                         | £300                                             |
| 1953年                                             | ベン・ホーガン                                   | アメリカ合衆国                                   | カーヌスティゴルフリンクス・チャンピオンシップコース (3) | スコットランド，アンガス州，カーヌスティ               | 282 (−6)                                         | £500                                             |
| 1954年                                             | ピーター・トムソン                               | オーストラリア                                   | ロイヤルバークデールゴルフクラブ                         | イングランド，マージーサイド州，サウスポート           | 283 (−5)                                         | £750                                             |
| 1955年                                             | ピーター・トムソン (2)                           | オーストラリア                                   | セント・アンドルーズ・オールドコース (17)                | スコットランド，ファイフ州，セント・アンドルーズ       | 281 (−7)                                         | £1 000                                           |
| 1956年                                             | ピーター・トムソン (3)                           | オーストラリア                                   | ロイヤルリバプールゴルフクラブ (ホイレイク) (9)          | イングランド，マージーサイド州，ホイレイク             | 286 (−2)                                         | £1 000                                           |
| 1957年                                             | ボビー・ロック (4)                               | 南アフリカ連邦                                   | セント・アンドルーズ・オールドコース (18)                | スコットランド，ファイフ州，セント・アンドルーズ       | 279 (−9)                                         | £1 000                                           |
| 1958年                                             | ピーター・トムソン (4)                           | オーストラリア                                   | ロイヤルリザム&セントアンズゴルフクラブ (3)              | イングランド，ランカシャー州，リザムセントアンズ       | 274 (−10)PO                                      | £ 1 000                                          |
| 1959年                                             | ゲーリー・プレーヤー                             | 南アフリカ連邦                                   | ミュアフィールド (9)                                     | スコットランド，イースト・ロージアン州，ガレーン       | 284 (E)                                          | £1 000                                           |
| 1960年                                             | ケル・ネーグル                                   | オーストラリア                                   | セント・アンドルーズ・オールドコース (19)                | スコットランド，ファイフ州，セント・アンドルーズ       | 278 (−10)                                        | £1 250                                           |
| 1961年                                             | アーノルド・パーマー                             | アメリカ合衆国                                   | ロイヤルバークデールゴルフクラブ (2)                     | イングランド，マージーサイド州，サウスポート           | 284 (−4)                                         | £1 400                                           |
| 1962年                                             | アーノルド・パーマー (2)                         | アメリカ合衆国                                   | ロイヤルトゥルーンゴルフクラブ・オールドコース (3)       | スコットランド，サウスエアシャー州，トゥルーン         | 276 (−12)                                        | £1 400                                           |
| 1963年                                             | ボブ・チャールズ                                 | ニュージーランド                                 | ロイヤルリザム&セントアンズゴルフクラブ (4)              | イングランド，ランカシャー州，リザムセントアンズ       | 277 (−7)PO                                       | £ 1 500                                          |
| 1964年                                             | トニー・レマ                                     | アメリカ合衆国                                   | セント・アンドルーズ・オールドコース (20)                | スコットランド，ファイフ州，セント・アンドルーズ       | 279 (−9)                                         | £ 1 500                                          |
| 1965年                                             | ピーター・トムソン (5)                           | オーストラリア                                   | ロイヤルバークデールゴルフクラブ (3)                     | イングランド，マージーサイド州，サウスポート           | 285 (−3)                                         | £ 1 750                                          |
| 1966年                                             | ジャック・ニクラス                               | アメリカ合衆国                                   | ミュアフィールド (10)                                    | スコットランド，イースト・ロージアン州，ガレーン       | 282 (−2)                                         | £ 2 100                                          |
| 1967年                                             | ロベルト・デ・ビセンゾ                           | アルゼンチン                                     | ロイヤルリバプールゴルフクラブ (ホイレイク) (10)         | イングランド，マージーサイド州，ホイレイク             | 278 (−10)                                        | £ 2 100                                          |
| 1968年                                             | ゲーリー・プレーヤー (2)                         | 南アフリカ共和国                                 | カーヌスティゴルフリンクス・チャンピオンシップコース (4) | スコットランド，アンガス州，カーヌスティ               | 289 (+1)                                         | £ 3 000                                          |
| 1969年                                             | トニー・ジャクリン                               | イングランド                                     | ロイヤルリザム&セントアンズゴルフクラブ (5)              | イングランド，ランカシャー州，リザムセントアンズ       | 280 (−4)                                         | £ 4 250                                          |
| 1970年                                             | ジャック・ニクラス (2)                           | アメリカ合衆国                                   | セント・アンドルーズ・オールドコース (21)                | スコットランド，ファイフ州，セント・アンドルーズ       | 283 (−5)PO                                       | £ 5 250                                          |
| 1971年                                             | リー・トレビノ                                   | アメリカ合衆国                                   | ロイヤルバークデールゴルフクラブ (4)                     | イングランド，マージーサイド州，サウスポート           | 278 (−10)                                        | £ 5 500                                          |
| 1972年                                             | リー・トレビノ (2)                               | アメリカ合衆国                                   | ミュアフィールド (11)                                    | スコットランド，イースト・ロージアン州，ガレーン       | 278 (−6)                                         | £ 5 500                                          |
| 1973年                                             | トム・ワイスコフ                                 | アメリカ合衆国                                   | ロイヤルトゥルーンゴルフクラブ・オールドコース (4)       | スコットランド，サウスエアシャー州，トゥルーン         | 276 (−12)                                        | £ 5 500                                          |
| 1974年                                             | ゲーリー・プレーヤー (3)                         | 南アフリカ共和国                                 | ロイヤルリザム&セントアンズゴルフクラブ (6)              | イングランド，ランカシャー州，リザムセントアンズ       | 282 (−2)                                         | £ 5 500                                          |
| 1975年                                             | トム・ワトソン                                   | アメリカ合衆国                                   | カーヌスティゴルフリンクス・チャンピオンシップコース (5) | スコットランド，アンガス州，カーヌスティ               | 279 (−5)PO                                       | £ 7 500                                          |
| 1976年                                             | ジョニー・ミラー                                 | アメリカ合衆国                                   | ロイヤルバークデールゴルフクラブ (5)                     | イングランド，マージーサイド州，サウスポート           | 279 (−9)                                         | £ 7 500                                          |
| 1977年                                             | トム・ワトソン (2)                               | アメリカ合衆国                                   | ターンベリー・アイルサコース                             | スコットランド，サウスエアシャー州，ターンベリー       | 268 (−12)                                        | £ 10 000                                         |
| 1978年                                             | ジャック・ニクラス (3)                           | アメリカ合衆国                                   | セント・アンドルーズ・オールドコース (22)                | スコットランド，ファイフ州，セント・アンドルーズ       | 281 (−7)                                         | £ 12 000                                         |
| 1979年                                             | セベ・バレステロス                               | スペイン                                         | ロイヤルリザム&セントアンズゴルフクラブ (7)              | イングランド，ランカシャー州，リザムセントアンズ       | 283 (−1)                                         | £15 000                                          |
| 1980年                                             | トム・ワトソン (3)                               | アメリカ合衆国                                   | ミュアフィールド (12)                                    | スコットランド，イースト・ロージアン州，ガレーン       | 271 (−13)                                        | £ 25 000                                         |
| 1981年                                             | ビル・ロジャース                                 | アメリカ合衆国                                   | ロイヤルセントジョージスゴルフクラブ (10)                | イングランド，ケント州，サンドウィッチ                 | 276 (−4)                                         | £ 25 000                                         |
| 1982年                                             | トム・ワトソン (4)                               | アメリカ合衆国                                   | ロイヤルトゥルーンゴルフクラブ・オールドコース (5)       | スコットランド，サウスエアシャー州，トゥルーン         | 284 (−4)                                         | £32 000                                          |
| 1983年                                             | トム・ワトソン (5)                               | アメリカ合衆国                                   | ロイヤルバークデールゴルフクラブ (6)                     | イングランド，マージーサイド州，サウスポート           | 275 (−9)                                         | £40 000                                          |
| 1984年                                             | セベ・バレステロス (2)                           | スペイン                                         | セント・アンドルーズ・オールドコース (23)                | スコットランド，ファイフ州，セント・アンドルーズ       | 276 (−12)                                        | £55 000                                          |
| 1985年                                             | サンディ・ライル                                 | スコットランド                                   | ロイヤルセントジョージスゴルフクラブ (11)                | イングランド，ケント州，サンドウィッチ                 | 282 (+2)                                         | £ 65 000                                         |
| 1986年                                             | グレグ・ノーマン                                 | オーストラリア                                   | ターンベリー・アイルサコース (2)                         | スコットランド，サウスエアシャー州，ターンベリー       | 280 (E)                                          | £70 000                                          |
| 1987年                                             | ニック・ファルド                                 | イングランド                                     | ミュアフィールド (13)                                    | スコットランド，イースト・ロージアン州，ガレーン       | 279 (−5)                                         | £ 75 000                                         |
| 1988年                                             | セベ・バレステロス (3)                           | スペイン                                         | ロイヤルリザム&セントアンズゴルフクラブ (8)              | イングランド，ランカシャー州，リザムセントアンズ       | 273 (−11)                                        | £80 000                                          |
| 1989年                                             | マーク・カルカベッキア                           | アメリカ合衆国                                   | ロイヤルトゥルーンゴルフクラブ・オールドコース (6)       | スコットランド，サウスエアシャー州，トゥルーン         | 275 (−13)PO                                      | £ 80 000                                         |
| 1990年                                             | ニック・ファルド (2)                             | イングランド                                     | セント・アンドルーズ・オールドコース (24)                | スコットランド，ファイフ州，セント・アンドルーズ       | 270 (−18)                                        | £85 000                                          |
| 1991年                                             | イアン・ベーカーフィンチ                         | オーストラリア                                   | ロイヤルバークデールゴルフクラブ (7)                     | イングランド，マージーサイド州，サウスポート           | 272 (−8)                                         | £90 000                                          |
| 1992年                                             | ニック・ファルド (3)                             | イングランド                                     | ミュアフィールド (14)                                    | スコットランド，イースト・ロージアン州，ガレーン       | 272 (−12)                                        | £95 000                                          |
| 1993年                                             | グレグ・ノーマン (2)                             | オーストラリア                                   | ロイヤルセントジョージスゴルフクラブ (12)                | イングランド，ケント州，サンドウィッチ                 | 267 (−13)                                        | £ 100 000                                        |
| 1994年                                             | ニック・プライス                                 | ジンバブエ                                       | ターンベリー・アイルサコース (3)                         | スコットランド，サウスエアシャー州，ターンベリー       | 268 (−12)                                        | £ 110 000                                        |
| 1995年                                             | ジョン・デーリー                                 | アメリカ合衆国                                   | セント・アンドルーズ・オールドコース (25)                | スコットランド，ファイフ州，セント・アンドルーズ       | 282 (−6)PO                                       | £ 125 000                                        |
| 1996年                                             | トム・レーマン                                   | アメリカ合衆国                                   | ロイヤルリザム&セントアンズゴルフクラブ (9)              | イングランド，ランカシャー州，リザムセントアンズ       | 271 (−13)                                        | £ 200 000                                        |
| 1997年                                             | ジャスティン・レナード                           | アメリカ合衆国                                   | ロイヤルトゥルーンゴルフクラブ・オールドコース (7)       | スコットランド，サウスエアシャー州，トゥルーン         | 272 (−12)                                        | £ 250 000                                        |
| 1998年                                             | マーク・オメーラ                                 | アメリカ合衆国                                   | ロイヤルバークデールゴルフクラブ (8)                     | イングランド，マージーサイド州，サウスポート           | 280 (E)PO                                        | £ 300 000                                        |
| 1999年                                             | ポール・ローリー                                 | スコットランド                                   | カーヌスティゴルフリンクス・チャンピオンシップコース (6) | スコットランド，アンガス州，カーヌスティ               | 290 (+6)PO                                       | £ 350 000                                        |
| 2000年                                             | タイガー・ウッズ                                 | アメリカ合衆国                                   | セント・アンドルーズ・オールドコース (26)                | スコットランド，ファイフ州，セント・アンドルーズ       | 269 (−19)                                        | £ 500 000                                        |
| 2001年                                             | デビッド・デュバル                               | アメリカ合衆国                                   | ロイヤルリザム&セントアンズゴルフクラブ (10)             | イングランド，ランカシャー州，リザムセントアンズ       | 274 (−10)                                        | £ 600 000                                        |
| 2002年                                             | アーニー・エルス                                 | 南アフリカ共和国                                 | ミュアフィールド (15)                                    | スコットランド，イースト・ロージアン州，ガレーン       | 278 (−6)PO                                       | £ 700 000                                        |
| 2003年                                             | ベン・カーティス                                 | アメリカ合衆国                                   | ロイヤルセントジョージスゴルフクラブ (13)                | イングランド，ケント州，サンドウィッチ                 | 283 (−1)                                         | £700 000                                         |
| 2004年                                             | トッド・ハミルトン                               | アメリカ合衆国                                   | ロイヤルトゥルーンゴルフクラブ・オールドコース (8)       | スコットランド，サウスエアシャー州，トゥルーン         | 274 (−10)                                        | £720 000                                         |
| 2005年                                             | タイガー・ウッズ (2)                             | アメリカ合衆国                                   | セント・アンドルーズ・オールドコース (27)                | スコットランド，ファイフ州，セント・アンドルーズ       | 274 (−14)                                        | £720 000                                         |
| 2006年                                             | タイガー・ウッズ (3)                             | アメリカ合衆国                                   | ロイヤルリバプールゴルフクラブ (ホイレイク) (11)         | イングランド，マージーサイド州，ホイレイク             | 270 (−18)                                        | £720 000                                         |
| 2007年                                             | パドレイグ・ハリントン                           | アイルランド                                     | カーヌスティゴルフリンクス・チャンピオンシップコース (7) | スコットランド，アンガス州，カーヌスティ               | 277 (−7)PO                                       | £ 750 000                                        |
| 2008年                                             | パドレイグ・ハリントン (2)                       | アイルランド                                     | ロイヤルバークデールゴルフクラブ (9)                     | イングランド，マージーサイド州，サウスポート           | 283 (+3)                                         | £ 750 000                                        |
| 2009年                                             | スチュワート・シンク                             | アメリカ合衆国                                   | ターンベリー・アイルサコース (4)                         | スコットランド，サウスエアシャー州，ターンベリー       | 278 (−2)PO                                       | £ 750 000                                        |
| 2010年                                             | ルイス・ウーストハウゼン                         | 南アフリカ共和国                                 | セント・アンドルーズ・オールドコース (28)                | スコットランド，ファイフ州，セント・アンドルーズ       | 272 (−16)                                        | £ 850 000                                        |
| 2011年                                             | ダレン・クラーク                                 | 北アイルランド                                   | ロイヤルセントジョージスゴルフクラブ (14)                | イングランド，ケント州，サンドウィッチ                 | 275 (-5)                                         | £ 900 000                                        |
| 2012年                                             | アーニー・エルス (2)                             | 南アフリカ共和国                                 | ロイヤルリザム&セントアンズゴルフクラブ (11)             | イングランド，ランカシャー州，リザムセントアンズ       | 273 (-7)                                         | £ 900 000                                        |
| 2013年                                             | フィル・ミケルソン                               | アメリカ合衆国                                   | ミュアフィールド (16)                                    | スコットランド，イースト・ロージアン州，ガレーン       | 281 (-3)                                         | £ 945 000                                        |
| 2014年                                             | ローリー・マキロイ                               | 北アイルランド                                   | ロイヤルリバプールゴルフクラブ（ホイレイク） (12)        | イングランド，マージーサイド州，ホイレイク             | 271 (–17)                                        | £ 975 000                                        |
| 2015年                                             | ザック・ジョンソン                               | アメリカ合衆国                                   | セント・アンドルーズ・オールドコース (29)                | スコットランド，ファイフ州，セント・アンドルーズ       | 273 (−15)PO                                      | £1,150,000                                       |
| 2016年                                             | ヘンリク・ステンソン                             | スウェーデン                                     | ロイヤルトゥルーンゴルフクラブ・オールドコース (9)       | スコットランド，サウスエアシャー州，トゥルーン         | 264 (−20)                                        | £1,175,000                                       |
| 2017年                                             | ジョーダン・スピース                             | アメリカ合衆国                                   | ロイヤルバークデールゴルフクラブ (10)                    | イングランド，マージーサイド州，サウスポート           | 268 (−12)                                        | $1,845,000                                       |
| 2018年                                             | フランチェスコ・モリナリ                         | イタリア                                         | カーヌスティゴルフリンクス・チャンピオンシップコース (8) | スコットランド，アンガス州，カーヌスティ               | 276 (−8)                                         | $1,890,000                                       |
| 2019年                                             | シェーン・ローリー                               | アイルランド                                     | ロイヤルポートラッシュゴルフクラブ                       | 北アイルランド，アントリム県，ポートラッシュ           | 269 (−15)                                        | $1,935,000                                       |
| 2020年                                             | 新型コロナウイルス感染拡大のためトーナメント中止 | 新型コロナウイルス感染拡大のためトーナメント中止 | 新型コロナウイルス感染拡大のためトーナメント中止         | 新型コロナウイルス感染拡大のためトーナメント中止       | 新型コロナウイルス感染拡大のためトーナメント中止 | 新型コロナウイルス感染拡大のためトーナメント中止 |
| 2021年                                             | コリン・モリカワ                                 | アメリカ合衆国                                   | ロイヤルセントジョージスゴルフクラブ (15)                | イングランド，ケント州，サンドウィッチ                 | 265 (−15)                                        | $2,070,000                                       |
| 2022年                                             | キャメロン・スミス                               | オーストラリア                                   | セント・アンドルーズ・オールドコース (30)                | スコットランド，ファイフ州，セント・アンドルーズ       | 268 (−20)                                        | $2,500,000                                       |
| 2023年                                             | ブライアン・ハーマン                             | アメリカ合衆国                                   | ロイヤルリバプールゴルフクラブ（ホイレイク） (13)        | イングランド，マージーサイド州，ホイレイク             | 271 (–13)                                        | $3,000,000                                       |
| 2024年                                             | ザンダー・シャウフェレ                           | アメリカ合衆国                                   | ロイヤルトゥルーンゴルフクラブ・オールドコース (10)      | スコットランド，サウスエアシャー州，トゥルーン         | 275 (–9)                                         | $3,100,000                                       |
| 2025年                                             | スコッティ・シェフラー                           | アメリカ合衆国                                   | ロイヤルポートラッシュゴルフクラブ                       | 北アイルランド，アントリム県，ポートラッシュ           |                                                  | $3,100,000                                       |

### 今後の開催予定地
| Year | 回    | コース                                | 町           | カウンティ | 国       | Dates      | 前回開催 | Ref   |
| ---- | ----- | ------------------------------------- | ------------ | ---------- | -------- | ---------- | -------- | ----- |
| 2026 | 154th | Royal Birkdale Golf Club              | サウスポート | Merseyside | England  | 16–19 July | 2017     | [ 2 ] |
| 2027 | 155th | セント・アンドリュース オールドコース | St Andrews   | ファイフ   | Scotland | 15–18 July | 2022     | [ 3 ] |

## シルバーメダル受賞者
本大会においては72ホールを完了し、かつアマチュアの最上位者（いわゆる「ローウェスト・アマチュア」「ベストアマチュア」と呼ばれる賞）にシルバーメダルが授与される。アマチュアが全員予選落ち、もしくは決勝ラウンド進出後72ホール完了していない者は該当者なしとなる。
- 1949年 - フランク・ストラナハン
- 1950年 - フランク・ストラナハン (2)
- 1951年 - フランク・ストラナハン (3)
- 1952年 - J.W.ジョーンズ
- 1953年 - フランク・ストラナハン (4)
- 1954年 - ピーター・トゥーグッド
- 1955年 - ジョー・コンラッド
- 1956年 - ジョー・カー（英語版）
- 1957年 - W.D.スミス
- 1958年 - ジョー・カー (2)
- 1959年 - ロバート・リード・ジャック
- 1960年 - Guy Wolstenholme
- 1961年 - ロナルド・ホワイト
- 1962年 - チャーリー・グリーン
- 1965年 - マイケル・バージェス
- 1966年 - ロニー・シェード
- 1968年 - マイケル・ボナラック
- 1969年 - Peter Tupling
- 1970年 - スティーブ・メルニク
- 1971年 - マイケル・ボナラック (2)
- 1973年 - ダニー・エドワーズ
- 1979年 - ピーター・マクエボイ
- 1980年 - ジェイ・シーゲル
- 1981年 - ハル・サットン
- 1982年 - マルコム・ルイス
- 1985年 - ホセ・マリア・オラサバル
- 1987年 - ポール・メイヨー
- 1989年 - ラッセル・クレイドン
- 1991年 - ジム・ペイン
- 1992年 - ダレン・リー
- 1993年 - イアン・パイマン
- 1994年 - ウォーレン・ベネット
- 1995年 - スティーブ・ウェブスター
- 1996年 - タイガー・ウッズ
- 1997年 - バークレイ・ホワード
- 1998年 - ジャスティン・ローズ
- 2001年 - デビッド・ディクソン
- 2004年 - スチュアート・ウィルソン
- 2005年 - ロイド・サルトマン
- 2006年 - マリウス・ソープ
- 2007年 - ローリー・マキロイ
- 2008年 - クリス・ウッド
- 2009年 - マッテオ・マナセロ
- 2010年 - ジン・ジョン
- 2011年 - トム・ルイス
- 2013年 - マシュー・フィッツパトリック
- 2015年 - ジョーダン・ニーブリッジ
- 2017年 - アルフィー・プラント
- 2018年 - サム・ロック
- 2021年 -  マティアス・シュミッド
- 2022年 -  フィリッポ・チェッリ
- 2023 –  Christo Lamprecht
- 2024 –  Calum Scott

## 日本代表選手選考会

### 2008年まで
- 毎年5～6月に開かれる日本ゴルフツアー機構公認トーナメント大会 (日本プロゴルフ選手権大会、マンシングウェアオープン KSBカップ、三菱ダイヤモンドカップゴルフ、全英への道 ミズノオープン) を「全英オープン日本代表選手選考会」と位置づけて開催している。
- 先述各大会に於ける獲得賞金ランキングの上位2名、並びにミズノオープンの上位4選手 (何れもすでに当大会出場資格を獲得している選手を除く) に対して当大会の出場資格を獲得できる。

参考　その他の日本代表有資格選手
1. 当該年度5月末までの世界ランキング上位50位までの選手
2. 前年度の日本オープンゴルフ選手権競技優勝選手
3. 前年度の日本ゴルフツアー機構賞金ランキング上位2位までの選手

他のメジャー大会に比べて、日本選手が出場する人数が多いのが特徴である。

### 2009年以降
- 賞金ランキング上位2名の選出が、上記の不景気による大会撤退 (「マンシングウェアオープン KSBカップ」 (主催スポンサーの撤退および、後継スポンサーが見つからず)) とJGTOのスケジュールにより変更され、「東建ホームメイトカップ」から8試合の合計金額に変更。
- 2019年以降　アジアパシフィックオープンゴルフダイヤモンドカップゴルフの優勝者

## TV放送
全英オープンの国際映像はIMGの子会社ヨーロピアンツアープロダクションが制作し、世界中に配信している。2016年大会はSky SportsとNBCの共同で175台のカメラを駆使して放送した。

### 日本

#### 地上波
1976年よりTBS（現・TBSテレビ）により衛星生中継を行ってきていたが、1982年にテレビ朝日に放映権が移った。しかし、放映権料の高騰などにより、2023年大会で終了。以下の記載事項は、テレビ朝日に放映権が移ってからのものである。
主なレギュラー
解説者
- 丸山茂樹
- 今田竜二（ラウンド解説）

実況・レポーター
- 野上慎平（2023年）
- 松岡修造（スペシャルレポーター。ラウンドレポート）

過去の出演者
- 新井規矩雄（放送席解説およびラウンド解説、1998年まで）
- 大町昭義（ラウンド解説）
- 羽川豊（主にラウンド解説。丸山と交代で降板）
- 戸張捷（テレビ朝日ゴルフキャスター。ゴルフトーナメントディレクター、ゴルフ評論家。1982年 - 2022年）
- 青木功（日本ゴルフツアー機構会長。1986年、1991年 - 1993年[注 2]、1994年 - 2022年）
- 三好康之（1990年代前半ごろまで。部署移動により降板）
- 森下桂吉（1990年代中盤以後2021年の予選2日間を除き2022年まで）
- 進藤潤耶（レポーターのみ。2021年は実況のみ。同年部署移動により降板）

体裁
- 放送は第1日が木曜23:15[注 3] - 翌4:00、第2日が金曜23:15 - 翌4:00、第3日が土曜23:15[注 4] - 翌4:00、最終日が日曜22:00[注 5] - 翌2:55 (但し、土・日の決勝ラウンドに関しては最終組の競技終了・優勝者が決まるまで延長して放送される。) としている。土曜にプロ野球オールスターゲーム第2戦の中継を行い、これが延長した場合には放送開始時刻が最大30分繰り下げられる。最終日の決勝ラウンド内では番組内で短時間の『ANNニュース』を内包する。
- 以前は提供クレジットは番組冒頭・終了時など数回、アナウンサーによる協賛社読み上げがあったが、2003年以後はアナウンサー読み上げがなくなり、番組冒頭に4日間の大会を通してコマーシャルを提供するメイン協賛企業を明朝体で表示。その後、提供切り替えのところでは、大会トロフィー （クラレット・ジャグ）を模したCGにそのメイン協賛企業のカラーフォントによるクレジットを絡ませたもの+それ以外の協賛社については通常の字幕フォント （「提供」の文字入り）を表示する。
- スコア表示などについては、2001年まではBBCの国際映像を基準に使用していたが、2002年からは日本向けにアレンジしたもの、およびそれを模してテレビ朝日側で制作したものが使われている。また、現在はリアルタイム字幕放送として、聴覚障碍者向けの放送もしている。
- 1998年 - 2002年までは土日の決勝ラウンドは2部構成となったが、2002年の第131回の最終日に丸山茂樹が一時首位に立ったパッティングの瞬間に一旦番組を終了し『ANNニュース』と『大相撲ダイジェスト』を放送したが、中断の間に順位が落ちたため、視聴者から苦情・抗議の電話などが殺到した。この件に関しては週明けの『ニュースステーション』で久米宏と、この年のゲストだったビートたけしが他局の深夜番組で苦言を呈する程であった。
- 2003年から土日の決勝ラウンドの編成がこれまでの2部構成から現在の1部統一に変わった。1999年 - 2003年は『土曜ワイド劇場』の90分の編集版の後22:30から放送された（1998年は通常放送で『土曜ワイド劇場』を1時間前倒し22:00から、2003年は世界水泳・シンクロチーム決勝、『土ワイ』の90分編集版の後に23:00から放送した）。
- 日曜に『選挙STATION』が編成された時は23:00や翌0:30に開始した年もあった。番組のゲストとして出演した人物には、長嶋茂雄、谷村新司、武田鉄矢、浜田雅功、小錦、小倉智昭、ビートたけし（放送では北野武として出演、但し最終日のみ）がいる。2004年から2006年、2009年は松岡修造（テニスプレーヤー兼スポーツ評論家。氏はテレビ朝日が放送する世界的なスポーツイベントのメインコメンテーターをよく担当する。なお、2009年は世界水泳ローマ大会総合キャスターを担当により3日目までの出演で終了・移動した）がリポーター役として参加している。また、2008年はナレーターという形で木村拓哉が出演した（この木村の出演は新聞欄に掲載されておらず、サプライズの出演となった）。
- 2003年までは最終日後日の月曜夜のネオバラエティを休止し、「最終日ハイライト」を放送した。
- 2007年はAFCアジアカップ2007準々決勝日本対オーストラリアの試合 （7月21日） が延長戦となったため、翌0時過ぎから1時間遅れで生中継を開始した。また、最終日は本来『選挙STATION』（古舘伊知郎時代・1部）の後に行う予定だったが、この年の選挙が1週繰り下がったため、23時からの放送となった。
- 2009年は石川遼の全ホールのプレーを放送しているが、初日 (7月16日) は放送開始時の段階で石川のプレーは終えており、この部分の箇所はディレード方式 （撮って出し）で放送した。
- 実況アナウンサーは局アナの森下桂吉が担当していたが、1996年は『アトランタオリンピック』の柔道の実況を、2001年は『世界水泳2001FUKUOKA』のシンクロの実況をそれぞれ務めたために、1996年は不明、2001年は予選2日間を田原浩史、決勝2日間を渡辺宜嗣が担当した。2003年、2009年は森下が担当したが、当大会終了後に世界水泳の大会会場に出向く形になった（その年のシンクロの実況は角澤照治が担当した） 。
- 2022までは解説の青木功と丸山茂樹、ゴルフキャスターの戸張捷、レポーターの松岡修造という中継体制が恒例となっていた（かつては大町昭義や羽川豊もラウンド解説を担当していた）。3日目、最終日になると、青木がラウンド解説に向かうことがあり、その際にはラウンド解説の丸山（過去には羽川）がスタジオに戻って解説を行っている。
- テレビ朝日ネットワークが確立される前は、一部系列外にも放送が開放されていた（北日本放送、石川テレビ、福井放送、等）。
- 2010年は石川遼の全ホールを追うために初日を19:04 - 21:54と、途中『報道ステーション』を挟み23:10 - 翌4:00の2部構成とし、テレビ朝日での放送開始以来初めて初日にゴールデンタイムでの中継を行った。2011年と2012年の初日も同様である。なお、一部地域を除き、19:00 - 19:04の「直前情報」も別途放送。
- 2013年の大会は、1日目の木曜日は23:10開始。最終日は参議院選挙投票日と重なり「選挙ステーション2013」が放送されたため、翌0:07[注 6]から放送。
- 2014年の大会は、1日目の木曜日は23:25-翌4:20。2日目の金曜日は23:10-翌4:00。3日目の土曜は23:15-翌3:45。最終日の日曜は直前情報が21:24-21:30。本放送が21:30-翌2:30。
- 2015年の大会は、1日目の木曜日は23:10-翌4:00。2日目の金曜日は23:10-翌4:00。本来であれば7月18日（土）4時で中継を終える予定だったが、雨天による中断などによる遅延があったため、松山英樹のラウンドを完全フォローする目的から、予定の終了時間を延長し、同日5時まで中継を行った。なお、後述のゴルフネットワークは当初予定通り4時で終了している。また、天候による中断が長時間となり、日程を1日延長する措置がとられたため、最終日（第5日）の放送が7月21日（火）0:15[注 7] - 4:55[注 8]に急遽組まれた。
- 2016年の大会は、サイバーエージェントとテレビ朝日が共同運営するAbemaTVでも配信。1日目の木曜日は23:25-翌4:00。2日目の金曜日は23:10-翌4:00。3日目の土曜は23:12-翌3:45。最終日の日曜は21:56-翌2:40。
- 2017年の大会は、例年より1週遅れの7月第4土日をはさむ週で放送時間に若干の変更が発生した。1日目の木曜日は23:30-翌4:00[注 9]、2日目の金曜日も23:15-翌4:00、3日目の土曜は23:05-翌4:00（全選手ホールアウトまで延長予定があったが、延長されず）、最終日の日曜は21:58-翌2:40（全選手ホールアウトかつ優勝者決定まで延長予定があったが、延長されず）での放送となる。これに伴い従来土・日曜の直前に放送されていたミニ速報枠は廃止されるが、土曜は「サタデーステーション」、日曜は「サンデーステーション」（後者は2018年4月1日から夕方に枠移動・拡大済み）の各スポーツコーナーにて衛星生中継を入れている。また、土・日曜の途中中断にあった「ANNニュース」がなくなるなど放送時間の変更も発生している。なお、ここ数年現地レポーターとして起用している松岡修造は同時期にハンガリーにて行われた「世界水泳」のキャスターに専念したため出演しなかった。ただし、1日目・2日目については松山英樹の模様を時折「世界水泳」の中で生中継する場合もあった。
- 2018年の大会は、前年大会時にゴールデンタイムで放送していた『サタデーステーション』が枠拡大し、『サンデーステーション』が夕方に枠移動したことから、土曜の開始時刻を23:15に繰り下げ、日曜の途中中断にあった「ANNニュース」が復活するなど放送時間の変更も発生している。
- 2019年の大会は、初日の木曜日が23:20-翌4:00に放送されるのに対し、2日目の金曜日は当初23:15-翌4:00の予定が当日20:00-20:54予定の「ミュージックステーション」の急遽30分拡大[注 10][8]が決まったため後続の「ザワつく!金曜日」、「報道ステーション」のそれぞれ急遽30分繰り下げのため23:45-翌4:00の予定に変更（当初より内容を30分縮小）。ところが、翌4:00の段階で全選手ホールアウトしていないため、予定の終了時間を延長し、翌4:40まで中継を行った。3日目の土曜日も当初23:15-翌4:00の予定だったが、「サタデーステーション」を急遽15分拡大したため[注 11]、後続の「激レアさんを連れてきた。」の15分繰り下げの関係で23:30-翌4:00に変更された[9]。結局、最終組のホールアウトまで時間を延長していた。最終日は参議院選挙および「世界水泳2019韓国・光州」の競泳初日決勝種目の生中継も絡むため「選挙ステーション2019第2部」終了後の23:00-翌2:55の生中継に分かれる。なお、実況が森下ではなく、進藤の場合[注 12]や松岡修造は同時期開催の世界水泳のキャスター優先で登場しなかった。一方、副音声に進藤大典をゲストに迎え、山木翔遥アナが出演した（なお、進藤大典は3日目と最終日に登場）[注 13]。
- 2020年の大会は新型コロナウイルスの感染拡大防止のため現地の開催中止を受けて放送枠も取りやめた[注 14][注 15]。2020年に予定していた会場は2021年にスライドし大会を開催すると現地メディアが報じている。
- 2021年の大会は1日目を2010年以来の2部構成で準備していたが、松山英樹の出場辞退を受けてゴールデンタイムの放送は急遽取りやめた[注 16]。さらに3日目と最終日は従来より10分短い中継体制になる[注 17]。また、森下は前述の予選2日間は出演せず、進藤が実況に専念するなど従来とは異なる。放送席も現地に派遣されるのは今田竜二プロのみでそれ以外の出演者は東京のテレビ朝日のスタジオから番組を進行。現地からの映像を多めに流した。
- 2022年の大会は1日目が23:21開始に変更された[注 18]。2日目は予選ラウンドの最終組のホールアウトまで放送時間を延長したため翌16日4:25まで放送した。中継体制は前年同様に放送席も現地派遣は青木功と今田竜二、戸張捷のみでそれ以外は東京のテレビ朝日のスタジオより番組を進行。現地からの映像も前年同様に多めに流した。なお青木と戸張はこの大会を最後として、テレビ朝日系ゴルフ解説から勇退することが発表された[10]。戸張は1982年のテレビ朝日系への放映権移行後から40年間、青木も1991年から31年間全英オープンの解説を担当してきた。
- 2023年の大会は3日目が世界水泳放送のため翌3:55までの予定だったが、松山のホールアウトまで放送したため翌4:05まで放送を延長した（世界水泳を10分短縮）。

#### 衛星放送
- ゴルフネットワーク（スカパー!・スカパー!e2・ケーブルテレビ等で放送）では、大会期間の全ラウンドを日本時間夕方から翌日未明まで、競技開始から終了まで生中継する。2009年は初日から最終日まで合計38時間放送。生中継後も日本時間の早朝から夕方にかけて再放送されているため、同大会が行われる4日間はほぼジ・オープン一色の編成となる。なお、国際映像をそのまま使用するためテレビ朝日版とは異なるカメラアングルとなる場面もある。また、ゴルフネットワークプラスなどでのライブ配信は放映権の関係上配信されない。
- 2015年度の放送は、ゴルフネットワークと同じジュピターテレコム系のCS放送であるJ SPORTSに製作を委託している。

#### 動画配信
- 2024年大会から定額制動画配信サービスであるU-NEXTが独占配信することを同年3月に発表した[11]。

### 日本以外
- イギリスではBBCで中継されているが、2017年以降はSky Sportsにて生中継するため、BBCはハイライトのみ放送。
- アメリカでは、全ラウンドをESPNで中継していた。
ABCは2007年から、アメリカPGAツアーの放送から撤退したが、この大会だけは2009年まで放送権を持っていた。しかし2015年以降NBCが全米オープンの中継権をFOXに奪われ、2017年から28年までの12年間、R&A主催競技の放映権をNBCスポーツ・グループ名義で獲得した[12]が、当初の予定を1年前倒しして、NBCとESPNの合意により2016年から放送されている。
- アジアではFOXスポーツで中継されている。[要出典]